# Sankeshu (socken i Kina, Inre Mongoliet)
Sankeshu (kinesiska: 三棵树, 三棵树乡) är en socken i Kina. Den ligger i den autonoma regionen Inre Mongoliet, i den norra delen av landet, omkring 890 kilometer öster om regionhuvudstaden Hohhot.
Genomsnittlig årsnederbörd är 777 millimeter. Den regnigaste månaden är juli, med i genomsnitt 137 mm nederbörd, och den torraste är januari, med 4 mm nederbörd.